# Marie Kaplanová
Marie Kaplanová (25. listopadu 1928 – 23. dubna 2014) byla česká křesťanská aktivistka a politička, po sametové revoluci československá poslankyně Sněmovny národů Federálního shromáždění za KDS.

## Biografie
Její matkou byla Amálie Svobodová-Skokanová, katolická spisovatelka. Marie Kaplanová v mládí hrála dobře na klavír a vystudovala v ústavu anglických panen ve Štěkni, kde se naučila anglicky a francouzsky. Působila pak jako zahraniční korespondentka. Podílela se na založení pobočky YMCA. Jejím manželem se stal Jiří Kaplan (* 1925), absolvent Matematicko-fyzikální fakulty Univerzity Karlovy. Měli spolu deset dětí.
V době totality byla její rodina známa svou nadstandardní angažovaností ve prospěch potřebným a v podzemní církvi včetně spolupráce s politickým disentem a potlačovanou občanskou společností. V jejich bytě se odehrálo mnoho veřejných aktivit jako založení sdružení Dílo koncilové obnovy, které bylo na jaře 1968 jedním z prvních signálů změn ve společnosti, a uvedení ekumenického hnutí Taizé do Československa.
Ve volbách roku 1990 zasedla do české části Sněmovny národů Federálního shromáždění (volební obvod Jihočeský kraj) za KDS, respektive za volební koalici Křesťanská a demokratická unie (KDU), kterou vytvořila KDS společně s Československou stranou lidovou (a dalšími menšími subjekty). Poté, co se tato koalice rozpadla, přešla Kaplanová do samostatného poslaneckého klubu, který utvořila KDS společně s pravicovou Liberálně demokratickou stranou. Ve Federálním shromáždění setrvala do voleb roku 1992.
Dne 7. listopadu 1997 založila, spolu s městem Mníšek pod Brdy, obecně prospěšnou společnost Magdaléna, jejímž cílem je poskytování léčebně resocializačního programu pro osoby závislé na návykových látkách.
Zemřela v dubnu 2014. Poslední rozloučení s Marií Kaplanovou se konalo 30. dubna 2014 v chrámu Panny Marie před Týnem v Praze. Pohřbena byla na Vinohradském hřbitově v Praze.

## Ocenění
V roce 2014 jí byla udělena Cena Václava Bendy (in memoriam).